# 观念摄影
觀念攝影（英語：Conceptual Photography）是以圖像來闡述一個概念的攝影類型，在攝影發明初期便已有此類型的作品，舉最早出現的編導式攝影為例，1840年的《溺水者自拍像》是希波利特‧貝亞德用來表述他也是攝影的發明者之一，但卻沒有受到如路易·達蓋爾或塔伯特一樣的關注，而感到非常失意的心聲 。觀念攝影一詞則是源自1960年代晚期的觀念藝術行動，現今這個字彙可指的是攝影的方法論或是藝術類型  。

## 觀念攝影作為方法論
當觀念攝影這一詞作為攝影的方法論，它主要是用來探討如何去創造一個說明抽象概念的影像的方法，而這些影像大多用在公部門宣傳、商業廣告或是影像圖庫，而這些影像中的概念都是事先構思而成的，有時這一些影像會再透過後製手法，依照作者本人的意念進行畫面的拼接，形成超現實效果，再用這樣的影像與群眾溝通，例如：菸盒上的警示影像，說明吸菸可能導致的後果。

## 觀念攝影作為藝術類型
當觀念攝影作為一種藝術類型，它指的是攝影應用於當代藝術或當代藝術攝影的範疇，其起源與觀念藝術密不可分，但「觀念攝影」這一個詞彙並不被廣泛使用。
在1839年攝影術發明之初，攝影是為藝術服務，僅做為紀錄與再現真實之用，它被視為一種工藝，地位完全不如繪畫或雕塑。而在1960年代觀念藝術興起時，藝術的媒材產生改變，攝影的藝術地位也藉由觀念藝術得到提升，是觀念藝術家意圖反藝術、反美學，而又能客觀傳遞意念的媒介之一 。
攝影的藝術地位提升，主要可從1970年美國紐約現代美術館（MoMA）舉辦的「訊息」展覽觀察到，在這一個展覽中，展出100件歐美藝術家的動態影像與裝置藝術，探討訊息該如何被傳遞，並開始有大量的藝術作品以攝影作為媒材來呈現。

## 觀念藝術與觀念攝影
觀念藝術家受到馬塞爾·杜象的《噴泉 (杜象)》的影響，杜象使用現成物作為藝術創作材料，意指「現成物」本身就是藝術，由於現成物象徵資本主義社會中透過大量生產以降低成本的商品，使用現成物的藝術創作不僅是反諷資本主義，也以此方式來打破藝術與生活的疆界，意即藝術應與生活緊密結合。
由於觀念藝術的核心是藝術家的觀念本身，但這並不表示觀念就比媒材更加重要，某種程度來說，觀念藝術中的觀念與媒材是相輔相成的，相較之下，傳統的繪畫、雕塑表現方式則總會受到媒材的限縮。
此一時期的觀念藝術家抗拒傳統的藝術表現方式，也開始挑戰不以畫作或雕塑作為創作媒材，因為這些都是藝術市場經常作為交易的物件，這也代表他們的作品對於一般的商業畫廊來說，較不易於買賣交易，他們挑戰傳統創作媒介的方式，除了選用語言文字以外，還有攝影。 
文字在當時被認為是最能直接闡述創作理念的方式，而攝影之所以也被廣泛用於作為觀念藝術的表現途徑，是因為它的機械性具有客觀的紀錄性質，不像繪畫帶有濃烈個人主觀意識，能夠更純粹表達觀念藝術家腦中所構思的概念或想法，挑戰藝術的受眾對於藝術的傳統視覺經驗與觀看方式。
觀念藝術在1960年代晚期至1970年代早期常需要透過攝影來記錄觀念藝術家的表演藝術、短暫消失性的雕塑或行動。有些觀念藝術家雖然使用攝影作為記錄的媒介，但他們不認為自己是攝影師，例如愛德‧魯沙就曾表示：「攝影對我來說只是個遊樂場。我完全不是一個攝影師。」 
由於觀念藝術中的媒材是依照創作者主觀認定是傳達觀念所需而選用的，這也意味著，觀念攝影所注重的是創作者意圖表達的觀念本身，相較於以攝影作為媒介且注重美學表現的創作類型是不同的。因此在有些觀念攝影的創作當中，看不到一般人所謂的「美的畫面」，是由於觀念攝影的重點在於「去除藝術的特徵以接近更純粹的藝術」 。

## 攝影的媒材特性
在攝影的藝術地位被確立之後，慢慢發展出文件型與圖畫式的兩條路線。有些觀念藝術家為了不斷試探藝術的邊界與可能性，因此願意嘗試許多不同媒材，嘗試用攝影來進行無風格、無美學的創作，意圖表現出無趣的、平庸的影像，視覺上看起來漠然、無謂的表現形式與風格。甚至由於線索不足，無法判別影像要傳達的是什麼，而被認為是「反敘事」的影像。
這一種文件型的影像風格可追溯到《噴泉 (杜象)》，杜象之所以選用小便斗這一種現成物，主要也是他意圖尋找一個視覺上「無謂冷漠」的物件 ，如此一來就沒有所謂藝術品味的好與壞，藉此顛覆人們對於藝術作品的傳統既定印象與美學品味。
另一方面，攝影也往圖畫式的方向發展，證明攝影也能擁有繪畫的敘事功能，例如：劇畫攝影便是融合「戲劇」與「繪畫」的攝影類型，亦被稱為編導式攝影，通常以單一影像濃縮大量的敘事，有時也會引用古典繪畫作為題材，試圖打破繪畫與攝影之間的界線。

## 觀念攝影的先驅之作
以觀念攝影的先驅之作《二十六個加油站》這一本攝影書為例，書中共有26張照片，是作者愛德‧魯沙往返於洛杉磯和奧克拉荷馬市之間，在美國66號公路上經過的26個加油站，第一張照片以他居住的洛杉磯Bob's Service加油站為起點，最後的Fina加油站則位於德州。
書中的影像看起來毫無美感，也沒有任何技術性可言，看起來像是人人都能拍出的業餘影像，可被視為是「反美學」，反思藝術到底是什麼？而這些加油站快拍照在當時無法被定義與歸類，這一種無風格的影像便形成一種風格。
愛德‧魯沙曾表示，這一本書其實是在玩雙關語，由於他喜歡「汽油」這個字，並對於「26」的數字有特別喜愛，因此在他的拍攝完成之前，這一本書的題目就已經想好、封面也已經設計好了
，意即在拍攝之前，這一本攝影書的靈感起源是來自於語言文字，最後再以攝影作為表現媒介，而在拍攝之前，作品便已構思完成。
他也表示書中有一張照片甚至也不是他親手拍下的，但這一張照片也被收錄在該書當中。由此可看出觀念攝影所注重的「預先構想」，是指在影像拍攝以前，就算還未看見實體物件，作品早已完成，這一點與觀念藝術的創作方式相似。
愛德‧魯沙除了《二十六個加油站》以外，還以相似手法製作共16本攝影書，對於後來的觀念藝術創作者亦有很深的影響。由於在觀念藝術中極為注重創作的思維，藝術家的獨創性反而是次要，他的作品也引來許多創作者的挪用與致敬，2013年，紐約高古軒畫廊更曾展出100位受到愛德‧魯沙影響的藝術家書籍與作品。

## 傑夫‧沃爾的劇畫攝影
被視為是劇畫攝影先驅的傑夫‧沃爾亦曾受愛德‧魯沙一系列攝影書籍的風格影響，在1969年製作《風景手冊》這一本攝影書，然而他並沒有往這個方向持續再發展下去，但也可從這邊看出他亦曾試圖從無美感的方向去尋找攝影成為藝術的可能。
由於傑夫‧沃爾對於繪畫有深入的研究興趣，他在後來所發展出來的劇畫攝影大量引用西洋繪畫的典故，他會請演員要求他們做出指定的動作，動員電影劇組的人力及如同電影拍攝規格的場景來製作一張照片，同時他也運用影像後製技術來合成影像，並使用燈箱來當作展出相片的材料，他認為燈箱是廣告投放的地方，又常出現在車站或飛機場，是很商業化又很有現代感的元素。

## 觀念攝影與藝術攝影
觀念攝影這一詞彙大致可與藝術攝影一詞相互替代，然而這兩者之間是否有相異之處仍存在爭議性。有些學者認為觀念攝影是藝術攝影的其中一種類型，意即所有的觀念攝影都是藝術，但不是所有藝術都是觀念性的。

## 觀念攝影與報導攝影、紀實攝影之比較
觀念攝影這一種攝影類型之所以不同於報導攝影或紀實攝影，主要區別在於觀念攝影是「觀念先決」，意即攝影師在拍攝之前，就已在心智上將想法或概念構思完成，只差最後一個步驟按下快門來完成，甚至連按下快門的這一個動作都不必是創作者本人。
此外，由於觀念攝影是觀念先決，因此影像的創造過程亦可能加入許多人為操作、擺拍、編導，甚至影像後製加工的過程，並非自然產生的影像；反之，報導攝影與紀實攝影所拍攝的影像在取得以前，是無法透過事先預料的，它是在紀錄偶然發生的真實事件，並且相當注重以客觀與中立的紀錄方式，盡可能避免擺拍、人為操縱影像中的主體，以達到影像作為一種記錄真實的目的性。